# Ponte Gardena-Laion
Ponte Gardena-Laion (wł. Stazione di Ponte Gardena-Laion, niem: Bahnhof Waidbruck-Lajen)) – przystanek kolejowy w Waidbruck, w prowincji Bolzano, w regionie Trydent-Górna Adyga, we Włoszech. Znajduje się na linii Werona – Innsbruck. Obsługuje również gminę Lajen.
Według klasyfikacji RFI ma kategorię srebrną.

## Historia
Do 1938 roku nosiła nazwę "Ponte all'Isarco", kiedy to zmieniono nazwę na "Ponte Gardena". Ponownie zmieniono nazwę przystanku nas obecną "Ponte Gardena-Laion" 15 czerwca 2014 roku.